# German Herbarius
German Herbarius o Herbarius zu Teutsch,  también llamado German Ortus Sanitatis, o Smaller Ortus. Es lo que era la base de las obras que más tarde se llamó Hortus (o Ortus) Sanitatis, apareció en Maguncia, también de la imprenta de Peter Schöffer en 1485, el año siguiente a la publicación de Latin Herbarius. Se ha considerado erróneamente por algunos autores como una mera traducción de este último. Sin embargo, los dos libros no tienen ni el mismo texto ni las ilustraciones. El German Herbarius parece ser una obra independiente, excepto en lo que respecta a la tercera parte del libro, el índice de drogas de acuerdo a sus usos, que pueden deberse en algo al Latín Herbarius.